# 旋回求心力

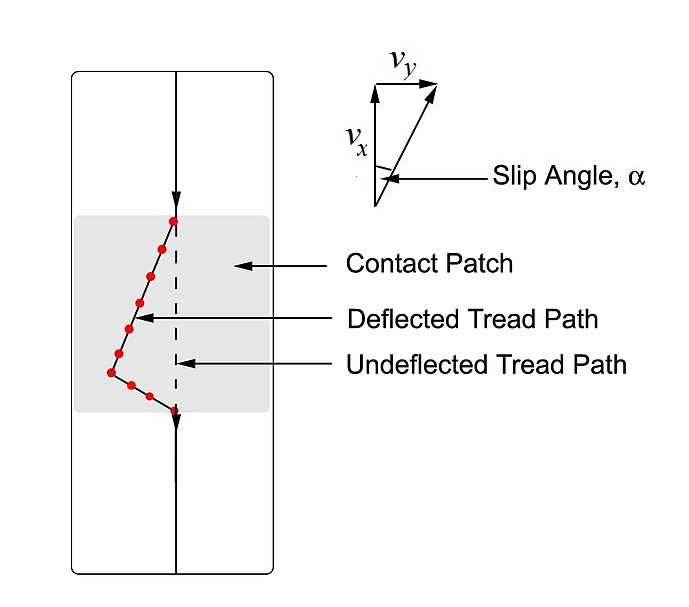
「偏向」された接地面経路、横すべり速度、およびスリップ角。

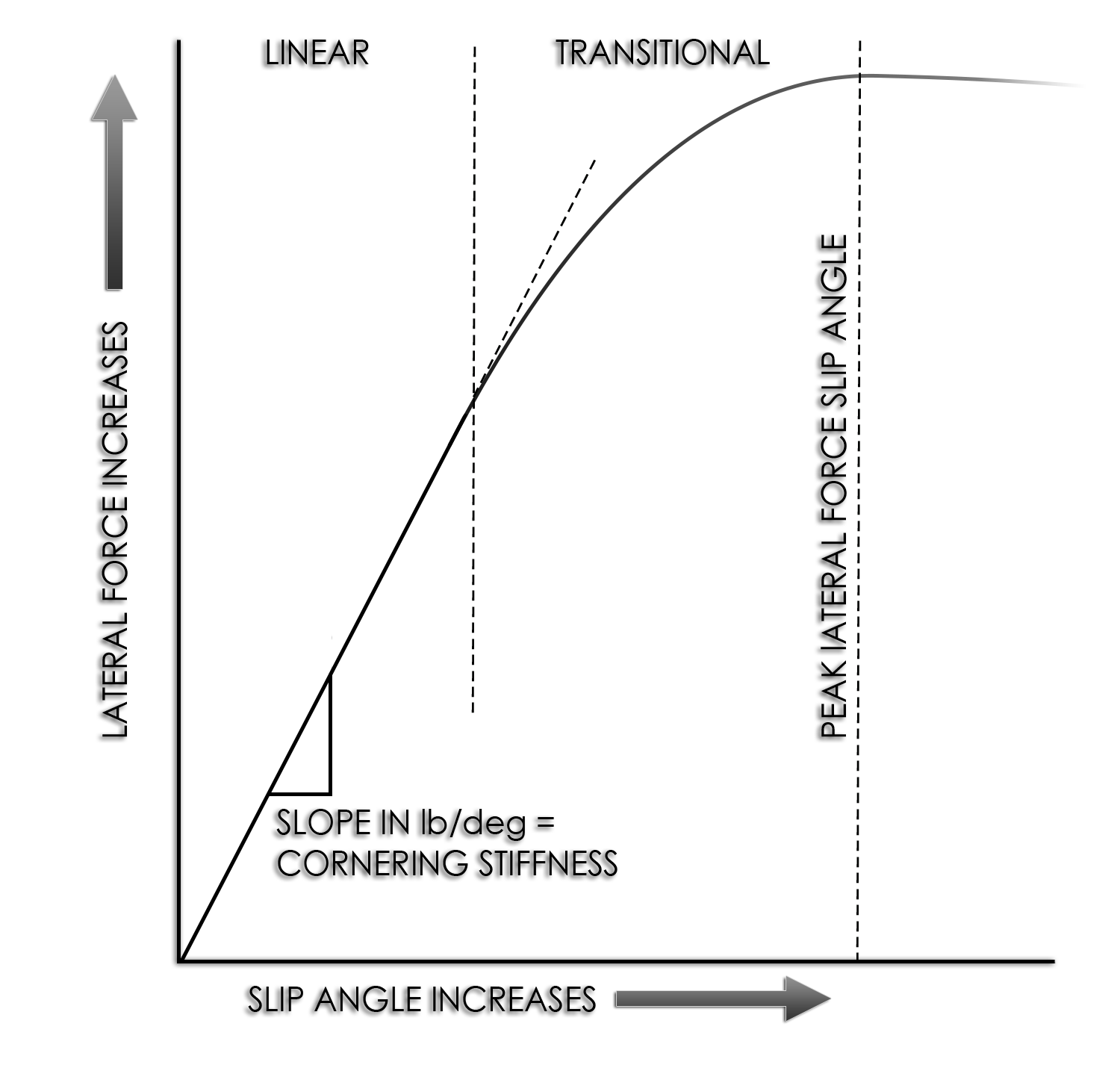
旋回力対スリップ角のグラフ

旋回求心力（せんかいきゅうしんりょく）、コーナリングフォース（英語: cornering force）、または横力（side force）は、旋回中に車両のタイヤによって生み出される横方向（すなわち、車軸と平行）の力である。
旋回求心力はタイヤのすべりによって生成され、小さいスリップ角ではその角度に比例する。旋回求心力が増大する速度は緩和長によって記述される。スリップ角はタイヤの接地面の変形を記述し、接地面のこのたわみがばねに似たやり方でタイヤを変形させる。
ばねのたわみと同様に、タイヤの接地面の変形はタイヤに反力、すなわち旋回求心力を生成する。接地面の長さに沿って全てのトレッド要素によって生成される力を積分することで全旋回求心力が求まる。「トレッド要素」という用語が使われているものの、この効果を導くタイヤの弾性コンプライアンスは実際にはサイドウォールのたわみと接地面内のゴムのたわみの組み合わせである。サイドウォールのコンプライアンスとトレッドのコンプライアンスの正確な比はタイヤ製造と空気圧における因子である。
タイヤの変形は接地面の中心の後ろ（ニューマチックトレールと呼ばれる距離だけ離れている）で最大に達する傾向にあるため、セルフアライニングトルクと呼ばれる垂直軸周りのトルクを生成する傾向がある。